# Cave canem, prisonnier de guerre à Rome
Pour l’article homonyme, voir Cave canem.
Cave canem, prisonnier de guerre à Rome est une huile sur toile du peintre Jean-Léon Gérôme en 1881. Il est conservé au musée Jean-Léon Gérôme de Vesoul en France.

## Contexte et analyse du tableau
C’est sur une maison à Pompéi qu’est retrouvée une inscription comportant la mise en garde « Cave canem » qui signifie « attention au chien ». Cette découverte a beaucoup fait parler les artistes et intellectuels de l’époque (1824-1825) jusqu’à inspirer Gérôme. Ce tableau a un sens énigmatique, où l’on voit un prisonnier de guerre enchaîné. On peut peut-être y voir une sorte d’avertissement, que la révolte vient des lieux d’oppression.
Sur le thème de l'asservissement des peuples dans la Rome antique, Gérôme s'inspire du roman Salammbô de Gustave Flaubert avec cet extrait : « Ils traversèrent d’autres couloirs, d’autres salles, et arrivèrent enfin devant une porte où pour le garder mieux un homme était attaché par le ventre à une longue chaîne scellée dans le mur ».
Tenant de l'académisme, Gérôme s’intéresse aux thèmes antiques classiques. La mise en scène est surprenante par la mise en lumière, le cadrage, le contraste et l’arrière-plan. Ce qui en fait une œuvre d’une étonnante modernité, qui rappelle a posteriori les chefs-d'œuvre du cinéma.
La signature de l'artiste est à gauche au niveau de la contre-marche la plus haute.

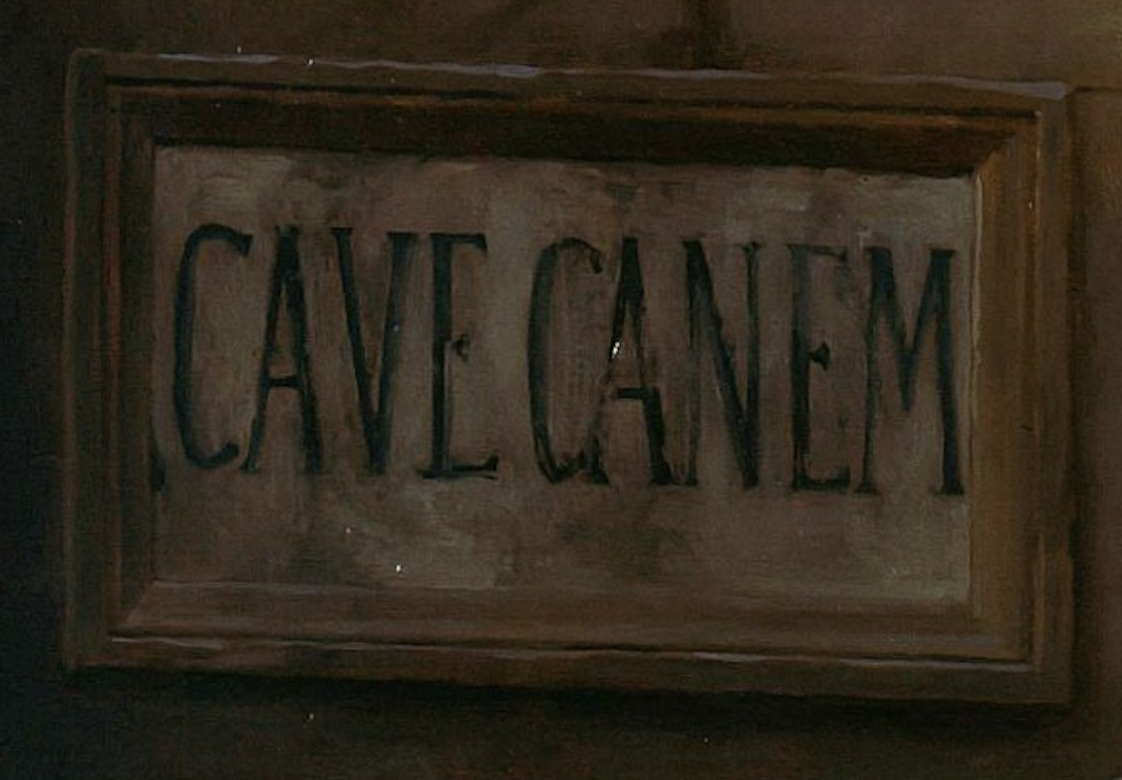
Inscription Cave canem.
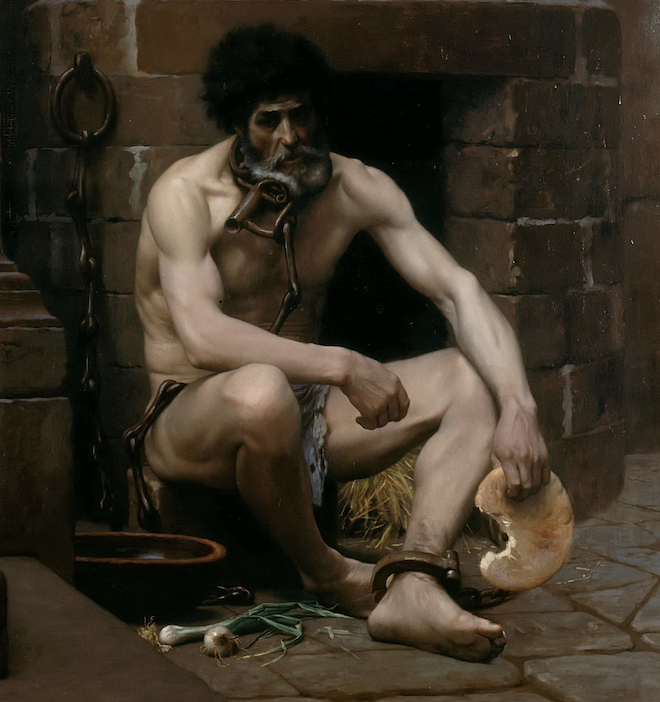
Prisonnier.
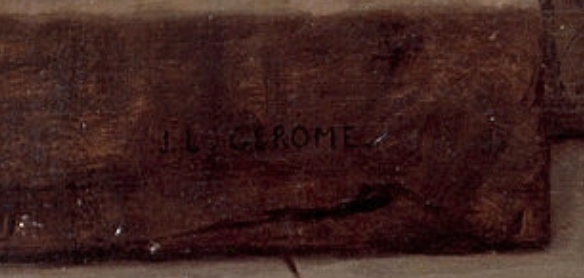
Signature.
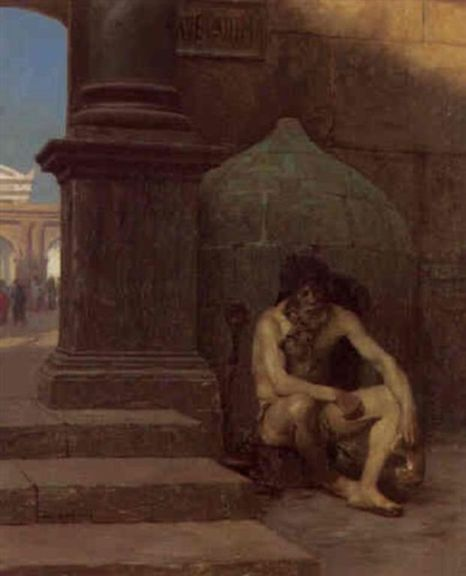
Étude.